# Otto Hersing
Otto Hersing (30. listopadu 1885, Mulhausen Alsasko – 5. července 1960, Rastede Německo) byl německý ponorkový kapitán a velitel U 21 během první světové války. Byl první ponorkový velitel, který torpédem potopil válečnou loď, byla to HMS Pathfinder v září 1914. Dále se proslavil obeplutím Evropy z Německa k průlivu Dardanely přes Středozemní moře a potopením britských řadových lodí HMS Triumph (25. května 1915) a HMS Majestic (27. května 1915) během bitvy o Gallipoli.

## Vyznamenání
- Pour le Mérite (5. června 1915)